# Joseph Serge Miot
Joseph Serge Miot (Jérémie, 23 novembre 1946 – Port-au-Prince, 12 gennaio 2010) è stato un arcivescovo cattolico haitiano.

## Biografia
Monsignor Joseph Serge Miot nacque a Jérémie il 23 novembre 1946.

### Formazione e ministero sacerdotale
Dopo gli studi primari e secondari nella sua città natale, entrò nel seminario maggiore di Port-au-Prince dove studiò filosofia e teologia.
Il 4 luglio 1975 fu ordinato presbitero per la diocesi di Jérémie dal vescovo coadiutore di Port-de-Paix Rémy Augustin. In seguito fu vicario parrocchiale della cattedrale di Jérémie dal 1975 al 1978. Dal 1978 al 1982 frequentò la Pontificia università urbaniana dove conseguì la laurea in filosofia. Tornato in patria fu vice-rettore e professore di filosofia presso il seminario maggiore interdiocesano dal 1983 al 1986, rettore del seminario maggiore e segretario generale della Conferenza episcopale di Haiti dal 1986 al 1996 e rettore dell'Università Cattolica di Nostra Signora d'Haiti dal 1996 al 1997.

### Ministero episcopale
Il 29 luglio 1997 papa Giovanni Paolo II lo nominò arcivescovo coadiutore e amministratore apostolico sede plena di Port-au-Prince. Ricevette l'ordinazione episcopale il 12 ottobre successivo dall'arcivescovo Christophe Louis Yves Georges Pierre, nunzio apostolico ad Haiti, co-consacranti l'arcivescovo metropolita di Cap-Haïtien François Gayot e quello di Port-au-Prince François-Wolff Ligondé. Il 1º marzo 2008 succedette alla medesima sede.
Durante il suo mandato, denunciò la detenzione di padre Gérard Jean-Juste da parte del governo del primo ministro Gérard Latortue. In seguito tuttavia sospese padre Jean-Juste dopo che questi disobbedì all'ordine di non presentarsi come candidato politico.
Nel marzo del 2008 compì la visita ad limina.
In seno alla Conferenza episcopale di Haiti fu presidente della commissione per l'evangelizzazione e la missione e della commissione per la pace e la giustizia. Fu membro anche della Pontificia commissione per l'America Latina.
Morì a Port-au-Prince il 12 gennaio 2010 all'età di 63 anni, vittima del terremoto che colpì il paese. Rimase ucciso quando la forza del sisma lo gettò dal balcone della sua residenza. L'arcivescovo Bernardito Cleopas Auza, nunzio apostolico ad Haiti e amministratore apostolico dell'arcidiocesi affermò che in origine aveva cercato una sepoltura immediata per monsignor Miot, ma che questo sarebbe stato in conflitto con la tradizione locale. L'arcivescovo fu sepolto al cimitero di Lilavois sabato 23 gennaio subito dopo le esequie. Alla cerimonia funebre parteciparono anche il cardinale Timothy Dolan, arcivescovo di New York e presidente del consiglio di Catholic Relief Services, il vescovo di Orlando Thomas Gerard Wenski, l'arcivescovo Bernardito Cleopas Auza e il presidente René Préval.

## Genealogia episcopale e successione apostolica
La genealogia episcopale è:
- Cardinale Scipione Rebiba
- Cardinale Giulio Antonio Santori
- Cardinale Girolamo Bernerio, O.P.
- Arcivescovo Galeazzo Sanvitale
- Cardinale Ludovico Ludovisi
- Cardinale Luigi Caetani
- Cardinale Ulderico Carpegna
- Cardinale Paluzzo Paluzzi Altieri degli Albertoni
- Papa Benedetto XIII
- Papa Benedetto XIV
- Papa Clemente XIII
- Cardinale Marcantonio Colonna
- Cardinale Giacinto Sigismondo Gerdil, B.
- Cardinale Giulio Maria della Somaglia
- Cardinale Carlo Odescalchi, S.I.
- Vescovo Eugène de Mazenod, O.M.I.
- Cardinale Joseph Hippolyte Guibert, O.M.I.
- Cardinale François-Marie-Benjamin Richard
- Cardinale Pietro Gasparri
- Cardinale Clemente Micara
- Cardinale Antonio Samorè
- Cardinale Angelo Sodano
- Cardinale Christophe Louis Yves Georges Pierre
- Arcivescovo Joseph Serge Miot

La successione apostolica è:
- Vescovo Joseph Gontrand Décoste, S.I. (2009)